# Departamento de Futaleufú
Departamento de Futaleufú är en kommun i Argentina.   Den ligger i provinsen Chubut, i den sydvästra delen av landet, 1 500 km sydväst om huvudstaden Buenos Aires. Antalet invånare är 37 540.
Omgivningarna runt Departamento de Futaleufú är i huvudsak ett öppet busklandskap. Runt Departamento de Futaleufú är det mycket glesbefolkat, med 4 invånare per kvadratkilometer.